# Kasumi (cacciatorpediniere)
Il Kasumi (霞? lett. "Foschia") è stato un cacciatorpediniere della Marina imperiale giapponese, decima e ultima unità della classe Asashio. Fu varato nel novembre 1937 dal cantiere Uraga a Tokyo.
Assegnato alla 18ª Divisione poco prima dell'inizio delle ostilità nel Pacifico, fu tra i cacciatorpediniere inclusi nella 1ª Flotta aerea del viceammiraglio Chūichi Nagumo e rimase al fianco delle portaerei dall'attacco di Pearl Harbor alla fine dell'aprile 1942. Dopo una breve apparizione nella battaglia delle Midway (4-6 giugno 1942) subì danni assai ingenti nell'attacco di un sommergibile statunitense e rientrò in servizio solo nel settembre 1943 sotto la 5ª Flotta, operante tra Hokkaidō e le isole Curili: ebbe incarichi di pattugliamento e scorta al traffico navale, che espletò per l'anno seguente con solo brevi intermezzi (un paio di missioni verso Truk e le isole Marshall). Nell'autunno 1944 seguì la flotta alla base di Mako per partecipare alla battaglia del Golfo di Leyte (23-25 ottobre), avendo comunque un ruolo del tutto marginale. Divenuto ammiraglia provvisoria del 2º Squadrone cacciatorpediniere fino al gennaio 1945, prese parte ad alcune fasi dell'operazione TA e condusse la forza da bombardamento che bersagliò San Jose sullo scorcio del dicembre 1944. Rientrò in Giappone da Singapore in febbraio con i resti della 2ª Flotta e, il 6 aprile, salpò al seguito della grande nave da battaglia Yamato diretta a Okinawa per arenarvisi e sostenere la guarnigione. Il Kasumi fu duramente colpito la mattina del 7 aprile negli attacchi aeronavali sferrati dai gruppi imbarcati statunitensi e, in fiamme, fu evacuato dall'equipaggio e mandato a fondo da un altro cacciatorpediniere.

## Servizio operativo

### Costruzione
Il cacciatorpediniere Kasumi fu ordinato nell'anno fiscale edito dal governo giapponese nel 1934. La sua chiglia fu impostata nel cantiere navale di Uraga di Tokyo, gestito dalla ditta omonima, il 1º dicembre 1936 e il varo avvenne il 18 novembre 1937; fu completato il 24 giugno 1939 o il 28 giugno 1939, come suggerisce una seconda fonte. All'inizio degli anni quaranta la nave formò con il gemello Arare, lo Shiranui e il Kagero (gli ultimi due appartenenti alla classe Kagero) la 18ª Divisione cacciatorpediniere, dipendente dalla 2ª Squadriglia della 2ª Flotta.

### 1941-1942
Passato al comando del capitano di fregata Kiyoshi Tomura all'inizio degli anni quaranta, nel novembre 1941 il Kasumi e la 18ª Divisione furono prestati alla 1ª Squadriglia operante in seno alla 1ª Flotta aerea del viceammiraglio Chūichi Nagumo, incaricata di condurre l'Attacco di Pearl Harbor. Il 18 del mese lasciarono la baia di Saeki e il 22 raggiunsero le portaerei a Etorofu nelle isole Curili. Nel corso della navigazione verso la base statunitense e dell'attacco del 7 dicembre, il Kasumi e le unità gregarie rimasero a guardia della squadra di rifornimento formata da otto petroliere, quindi si ricongiusero alle altre navi della flotta e il 24 gettarono le ancore a Kure. L'8 gennaio 1942 la 1ª Flotta aerea partì per dare supporto alle molteplici operazioni anfibie nel Pacifico meridionale: il Kasumi rimase a difesa della 5ª Divisione portaerei (Shokaku, Zuikaku) mentre i gruppi imbarcati bombardavano il 20 gennaio Rabaul in Nuova Britannia, il 21 gennaio Lae e Salamaua nella Nuova Guinea nord-orientale e davano fattivo supporto all'invasione di Rabaul il 23 gennaio. La formazione si fermò il 29 alla grande base di Truk per fare rifornimento, ma il 1º febbraio la 5ª Divisione fu lanciata all'inseguimento delle task force statunitensi che avevano colpito alcune posizioni nelle isole Marshall; il Kasumi accompagnò le portaerei ma non fu effettuato alcun contatto e, quindi, le seguì nel rientro alle isole Palau. Da qui salpò qualche giorno più tardi con il resto della 18ª Divisione per vigilare sulle portaerei nel corso del bombardamento di Darwin (19 febbraio), le quali due giorni dopo si ormeggiarono alla baia Staring a Celebes. Sullo scorcio del mese il Kasumi fu di nuovo in mare di scorta alle portaerei, che si accanirono sulle navi ABDA in fuga da Giava e dalle Indie orientali olandesi: il 1º marzo affondò assieme allo Shiranui una nave da carico isolata a sud dell'isola e, dopo l'incursione aeronavale su Tjilatjap (unico porto degli Alleati ancora funzionante), rientrò l'11 alla baia Staring al seguito delle portaerei. La 1ª Flotta aerea ebbe così modo di riorganizzarsi prima di lanciare un'importante offensiva nell'Oceano Indiano: il 27 marzo l'operazione ebbe inizio e il Kasumi, così come il resto della divisione d'appartenenza, fu assegnato alla difesa ravvicinata delle portaerei, i cui velivoli nella prima decade di aprile bombardarono Colombo, Trincomalee e colarono a picco svariate navi da guerra britanniche. A metà aprile il Kasumi ripiegò con tutte le altre unità e il 23 si ancorò all'arsenale di Kure, dove fu oggetto di una revisione completa. Il 21 maggio, di nuovo integrato nella 2ª Squadriglia della 2ª Flotta, lasciò la baia di Hashirajima e raggiunse il 25 Saipan, base di partenza del convoglio d'invasione per l'atollo di Midway e delle relative forze di supporto. Comunque il Kasumi non ebbe alcun ruolo nella battaglia del 4-6 giugno e, dopo la disfatta nipponica, riaccompagnò i trasporti a Truk; il 17 giugno proseguì verso Kure con il resto della 18ª Divisione, di scorta alla 7ª Divisione incrociatori (Suzuya, Kumano) e a una petroliera.
Il 28 giugno il Kasumi, lo Shiranui e l'Arare lasciarono la città a fianco della nave appoggio idrovolanti Chiyoda, incaricata di recare un gruppo di velivoli alla guarnigione di Kiska nelle isole Aleutine. La piccola squadra arrivò il 4 luglio e si fermò a pochi chilometri dal porto naturale sulla costa est. Il giorno successivo il sommergibile USS Growler si avvicinò senza essere localizzato e rilasciò un fascio di siluri contro i tre cacciatorpediniere; il Kasumi ebbe la prua mozzata da una grossa esplosione e contò dieci morti tra l'equipaggio. Il 26 luglio, rattoppato alla buona, fu preso a rimorchio dal cacciatorpediniere Ikazuchi e iniziò a essere trainato verso il Giappone; altre unità dettero il cambio e il Kasumi, dopo una sosta a Shimushu, arrivò il 13 agosto a Maizuru e fu subito posto in bacino di carenaggio. Due giorni dopo il capitano Tomura fu destituito e il 31 agosto la nave fu spostata nella "riserva speciale", in attesa del suo rientro in servizio.

### 1943
La ricostruzione del Kasumi non si concluse che il 30 giugno 1943. Nei lunghi mesi di raddobbo il personale tecnico di Maizuru aumentò la dotazione contraerea del cacciatorpediniere, scambiando le due coppie di cannoni Type 96 da 25 mm ai lati del fumaiolo posteriore con due impianti tripli e costruendo un ballatoio rialzato tra la plancia e la torre d'artiglieria prodiera, ospitante un affusto binato di pezzi da 25 mm. Il Kasumi rimase sino al 31 agosto nell'11ª Squadriglia, dipendente dalla 1ª Flotta e demandata all'addestramento delle nuove unità in tempo di guerra. Il 1º settembre, ritenuto pronto a tornare in prima linea, fu assegnato alla 9ª Divisione cacciatorpediniere (Asagumo, Shirakumo, Usugumo), che componeva parte della 1ª Squadriglia della 5ª Flotta, in qualità di ammiraglia: imbarcò dunque il capitano di vascello Yoshio Inoue e il rispettivo stato maggiore. Il 2 settembre lasciò Kure a fianco delle unità gregarie, arrivò la settimana seguente all'isola di Paramushiro e da allora fu incaricato di pattugliamenti e scorta al traffico navale tra le Curili. Il 26 novembre fu richiamato a Yokosuka, dove arrivò il 30 dopo una tappa a Tateyama: prese a bordo alcuni equipaggi dell'aeronautica di Marina e, dal 3 al 12 dicembre, li distribuì agli atolli di Kwajalein e Wotje. Si spostò poi a Truk per accompagnare l'incrociatore pesante Mogami a Maizuru, viaggio che durò dal 16 al 22 dicembre, dove fu nuovamente oggetto di interventi. Perse inoltre la torre sopraelevata di poppa per fare spazio a due installazioni triple di cannoni Type 96 da 25 mm L/60 e, infine, fu equipaggiato con un radar Type 22 per bersagli navali, assicurato all'albero tripode prodiero opportunamente rinforzato.

### 1944

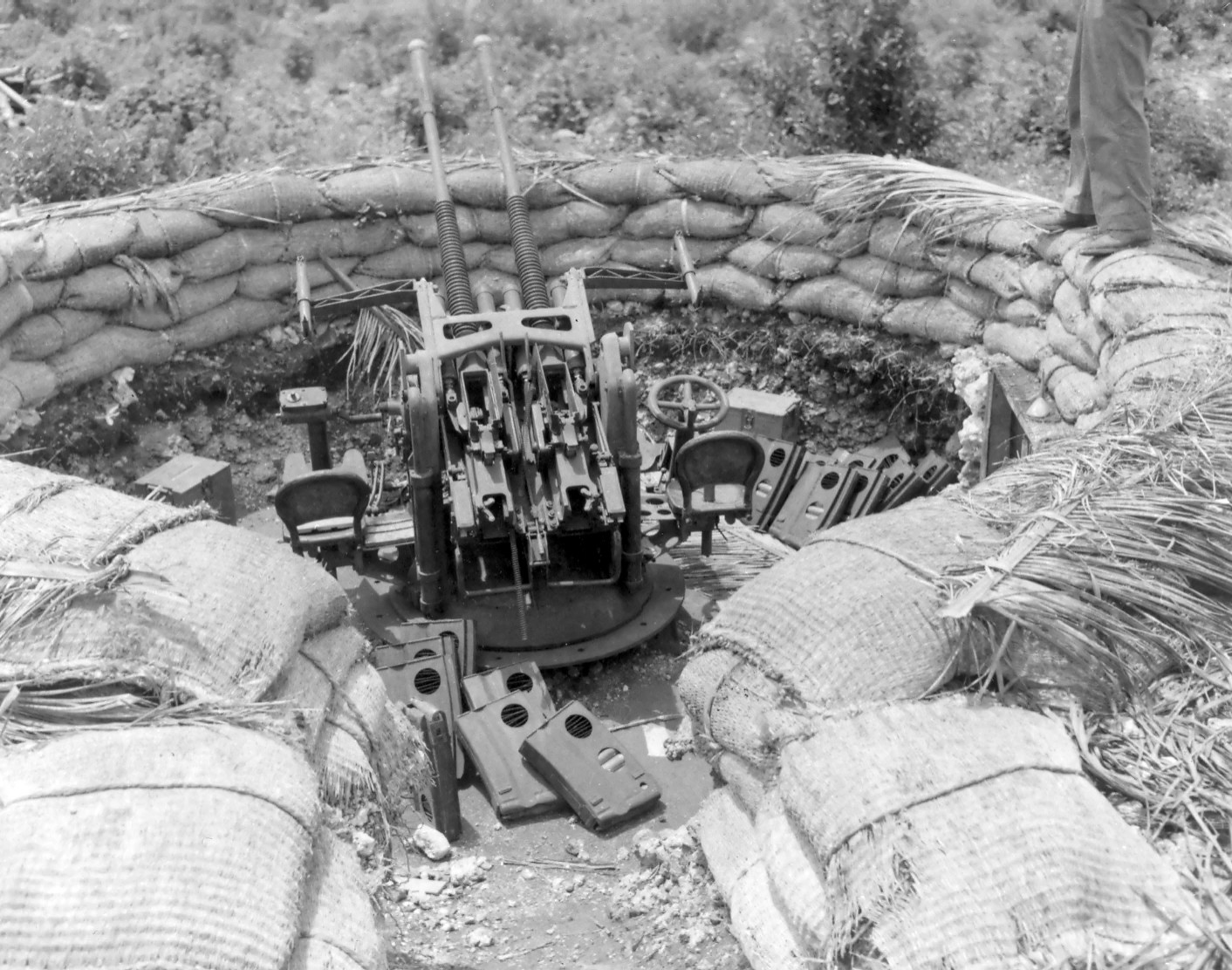
Impianto binato terrestre di cannoni Type 96: il Kasumi arrivò a possedere ventotto bocche da fuoco da 25 mm, ma quest'arma era afflitta da diversi problemi e fu sempre di modesta efficacia

Il 18 gennaio 1944 il Kasumi concluse i lavori e si portò a Kure, poi a Ominato (quartier generale della 5ª Flotta) entro il 3 febbraio, riprendendo i compiti di guardia e sentinella. Il 16 marzo salpò da Kushiro per Uruppu, parte di un convoglio recante truppe all'isola, e sopravvisse all'attacco di un sommergibile che colò a picco un trasporto e il gregario Shirakumo. La missione fu ripetuta tra il 27 marzo e il 3 aprile, stavolta con successo. Il 31 marzo, intanto, la 9ª Divisione cacciatorpediniere era stata rinumerata 18ª ma rimase nelle acque settentrionali dell'Impero giapponese ancora per svariati mesi. Il 31 luglio fu assegnato di scorta alla 21ª Divisione incrociatori (Nachi, Ashigara) richiamata a Kure, che fu toccata il 2 agosto; da qui proseguì per Yokosuka allo scopo di incontrare gli incrociatori leggeri Kiso e Tama. Dall'11 al 14 fu al loro fianco mentre trasferivano materiali e rifornimenti all'isola di Chichi-jima, quindi per le settimane seguenti si mantenne nelle acque interne giapponesi con parte della 5ª Flotta, partecipando a sessioni d'addestramento. In un momento imprecisato della tarda estate-inizio autunno 1944 il Kasumi fu oggetto di un terzo ciclo di modifiche: fu fornito di otto/dodici cannoni Type 96 da 25 mm su affusto singolo, piazzati lungo il ponte e sul castello prodiero; fu anche implementato un radar Type 13 da ricerca aerea (fissato alla cima dell'albero di maestra), furono rimossi i paramine e metà della scorta di siluri. È più incerto l'incremento a trentasei delle bombe di profondità, forse avvenuto già in precedenza. A causa delle modifiche succedutesi nel tempo, il dislocamento standard crebbe oltre le 2000 tonnellate, la stazza a pieno carico a 2677 tonnellate e la velocità massima si ridusse a 29 nodi.

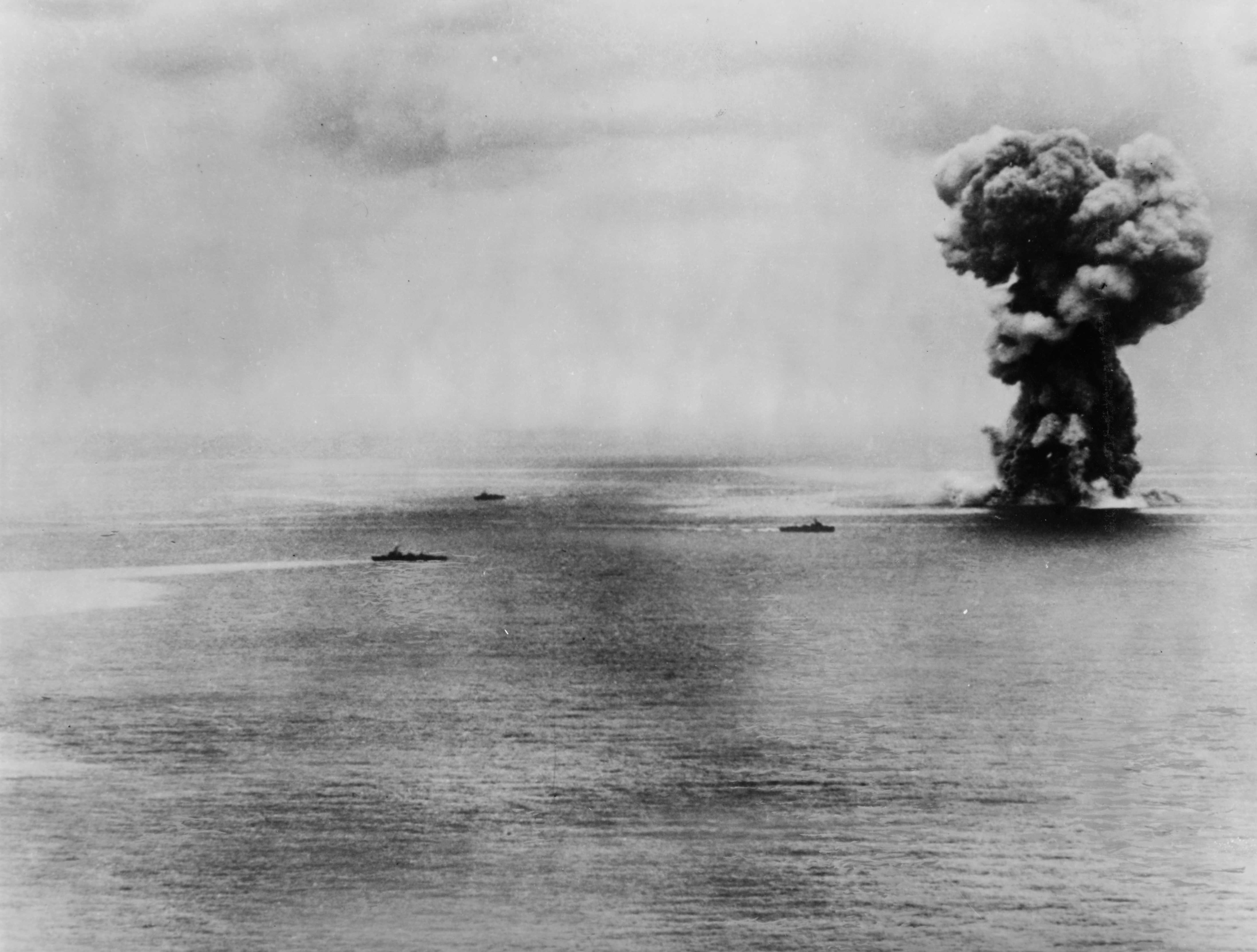
Cacciatorpediniere giapponesi, tra i quali il Kasumi, vicino alla Yamato, squarciata da una formidabile esplosione

Il 14 ottobre il Kasumi e il resto della 1ª Squadriglia accompagnarono i due incrociatori pesanti alle isole Amami Ōshima, dove il 17 fu ricevuta notizia che l'intera 5ª Flotta era stata precipitosamente inserita nel piano Shō-Gō 1, che prevedeva una battaglia aeronavale decisiva nel settore delle Filippine. Il Kasumi seguì la squadra nel successivo spostamento alla base militare di Mako nelle Pescadores dove fu fatto rifornimento e furono distribuite le direttive per l'azione notturna da sostenersi nella notte del 24-25 nello Stretto di Surigao, in teoria operando in sincrono con la formazione del viceammiraglio Shōji Nishimura – che invece era già troppo distante. Il Kasumi mollò gli ormeggi la sera del 21 ottobre assieme alle altre unità e fece rotta alla baia di Coron (Palawan): qui, però, non fu trovata alcuna delle petroliere previste per l'ultimo rifornimento e dunque sia il Kasumi, sia i cacciatorpediniere gregari dovettero fare il pieno dai depositi degli incrociatori Nachi e Ashigara. La navigazione riprese poco dopo la mezzanotte del 24 ottobre. Nelle ore precedenti l'alba del 25 la flotta percorse verso nord lo Stretto e si imbatté nei resti della squadra di Nishimura; subì anche l'attacco di alcune motosiluranti statunitensi che immobilizzò l'incrociatore leggero Abukuma. Il Kasumi fu distaccato per prestargli soccorso e accolse a bordo il contrammiraglio Masatomi Kimura, divenendo così ammiraglia della 1ª Squadriglia. Durante la mattina lo scortò fino al porto di Dapitan (Mindanao), viaggio segnato da un secondo assalto del naviglio sottile avversario. A Dapitan le due navi furono bersagliate da reparti dell'USAAF; il Kasumi sfuggì alla distruzione mentre l'Abukuma fu annientato dallo scoppio delle sue stesse munizioni. Il Kasumi partì poco dopo, raggiunse di nuovo Coron e, il 27 e 28 ottobre, scortò l'Ashigara in una baia di Palawan prima di affiancare il Nachi nel trasferimento a Manila. Qui fu destinato a guidare il secondo convoglio dell'operazione TA, l'invio di rinforzi e rifornimenti a Ormoc (Leyte) per alimentare la resistenza della 35ª Armata: rientrò in porto il 3 novembre e due giorni più tardi si prodigò nel salvataggio dei naufraghi del Nachi, distrutto in rada da una massiccia incursione aeronavale nemica; dopo aver fatto scendere 224 marinai condusse la quarta missione TA il 9-10 novembre. Il 13 si verificò un altro attacco aereo su Manila e il Kasumi fu mitragliato, perdendo un uomo dell'equipaggio. Il 15 divenne ufficialmente ammiraglia della 2ª Squadriglia (a sua volta affidata al contrammiraglio Kimura) e fu trasferito alla 7ª Divisione cacciatorpediniere, quindi lasciò le Filippine e, dopo una fermata alle isole Spratly, il 22 si ancorò all'arcipelago di Lingga dove si trovava parte della 2ª Flotta. Si spostò a Singapore e il 29 salpò per scortare la nave da battaglia veloce Haruna fino alla base di Mako, dove prese in consegna un convoglio diretto invece alla baia di Cam Ranh, toccata il 10 dicembre. Il 18 uscì in mare per prestare assistenza all'incrociatore pesante Myoko, immobilizzato dopo l'attacco di un sommergibile; ripartì il 24 dal golfo alla testa della squadriglia e di due incrociatori e, il 27, bombardò assieme a queste unità le teste di ponte statunitensi a San Jose prima di ripiegare su Singapore.

### 1945 e l'affondamento
Il 3 gennaio 1945 il Kasumi e gli altri cacciatorpediniere della 2ª Squadriglia passarono al comando del contrammiraglio Keizō Komura. Il 10 febbraio lasciarono infine Singapore al fianco delle vecchie corazzate Ise e Hyuga, cariche di preziose materie prime e di greggio: la traversata fino a Kure (operazione Kita) si concluse, non senza difficoltà, il 20 e tre giorni dopo il Kasumi cedette il ruolo di ammiraglia all'incrociatore leggero Yahagi. All'inizio del 1945 il Kasumi subì un ultimo intervento al suo equipaggiamento contraereo, che si arricchì di quattro mitragliatrici pesanti Type 93 da 13,2 mm su affusto singolo: le fonti, però, non specificano se l'aggiunta avvenne nel periodo di sosta a Singapore oppure a Kure.
Dal 1º marzo al comando del capitano di corvetta Shōhei Matsumoto, il 10 passò nei ranghi della 21ª Divisione cacciatorpediniere (sempre dipendente dalla 2ª Squadriglia) che già comprendeva l'Asashimo e l'Hatsushimo. Il pomeriggio del 6 aprile mollò gli ormeggi e si accodò al resto della 2ª Flotta nel quadro dell'operazione Ten-Go, vale a dire il volontario incagliamento della corazzata Yamato sulle coste dell'isola di Okinawa, in modo tale da supportare con i suoi grossi calibri le forze giapponesi impegnate contro la 10ª Armata statunitense. Il Kasumi, altri sette cacciatorpediniere e lo Yahagi dovevano proteggere la nave da battaglia lungo il tragitto, ma dalla tarda mattinata del 7 aprile nugoli di stormi imbarcati, lanciati dalle portaerei della Task force 58, investirono la flotta giapponese a nord-nord-ovest delle isole Amami Ōshima. Il Kasumi fu centrato a poppa da due bombe, che uccisero diciassette marinai, e una terza scoppiò in mare a poca distanza dallo scafo: l'apparato motore e le eliche furono messi fuori uso, lasciando il cacciatorpediniere alla deriva e in fiamme. Affondata la Yamato gli attacchi cessarono e il cacciatorpediniere Fuyuzuki poté avvicinarsi al Kasumi; tratti in salvo il comandante Matsumoto e poco più di 200 altri uomini (inclusi quarantasette feriti) fu deciso di affondare il Kasumi. Due siluri lo fecero sprofondare 150 miglia a sud-ovest di Nagasaki (31°N 128°E).
Il 10 maggio 1945 il Kasumi fu rimosso dalla lista del naviglio in servizio attivo con la Marina imperiale.